# Iglesia de Santa Ana (Aruba)
La Iglesia de Santa Ana es un edificio religioso de la iglesia católica situado a lo largo de la parte norte de la isla de Aruba dentro de la Diócesis Católica de Willemstad. Aunque reconstruida varias veces, la iglesia remonta su historia a 1776. Fue cerrada temporalmente por reparaciones debido a daños en el año 2011.
La iglesia original en este sitio se inició en 1776 después de que la Capilla de Alto Vista cayó en desuso y fue dedicada a Santa Ana, la madre de la Virgen María. Cuando se construyó en 1776, la iglesia de Santa Ana representaba el segundo lugar de encuentro religioso más importante de la isla (el primero fue la Capilla de Alto Vista).
La iglesia fue reconstruida dos veces, una vez en 1831 y nuevamente en 1886. La iglesia actual fue construida entre 1914 y 1919.